# Siloette
Siloette est un ancien réacteur nucléaire de recherche qui a été en service de 1964 à 2002 au centre CEA Grenoble situé sur le polygone scientifique de Grenoble. D'une puissance de 100 kW, Siloette a été conçu dans les années 1960 par Guy Deniélou. De type « piscine » à cœur ouvert, il était alimenté par de l'uranium fortement enrichi (à 93 %). 
Ce réacteur était une maquette critique destinée principalement à la formation du personnel d'EDF. Son nom est le diminutif de Siloé, un réacteur de recherche plus puissant localisé lui aussi au centre CEA de Grenoble.
Le démantèlement nucléaire de Siloette s'est déroulé entre les années 2002 et 2007. Puis le réacteur Siloette, installation nucléaire de base n°21, a été déclassé le 15 août 2007,.